# 西门街道 (通辽市)
西门街道，是中华人民共和国内蒙古自治区通辽市科尔沁区下辖的一个乡镇级行政单位。

## 行政区划
西门街道下辖以下地区：
金华社区、中心社区、日月社区、团结社区、辽南社区、东电社区和物华社区。